# Язевка (приток Чёрной)
Язевка (ручей Язевский) — река в городе Кургане Курганской области.

## Характеристика реки
Русло прослеживается только на участке 500 м от устья, а далее оно теряется в заболоченных низинах. Во время весеннего половодья основной объем стока аккумулируется в болотном массиве между посёлками Радужный, Рябково и Чистое Поле.
При паводке 10 % обеспеченности посёлок Чистое Поле оказывается в зоне сильного подтопления — при глубине залегания грунтовых вод менее 0,3 метра площадь подтапливаемой территории составляет 32,6 гектара. В зону подтопления попадают 224 дома.

## Состояние реки
В 2021 году в Рябково в створе улицы Рылеева, дом 6 и дом 9 на участках правого берега реки Язевка протяженностью 80 метров обнаружены участки обрушения берега. С ООО «ЕвроГеоПроект» подписан договор на подготовку проекта на руслоформирующие работы на участке 3 км в районе посёлка Чистое Поле. Компания вызвалась разработать проектную документацию за 3,98 млн рублей при начальной цене аукциона 4,57 млн рублей.

## Экология
Периодически раз в три-четыре года лёд покрывается набухающими жёлто-коричневыми пятнами, ощутим неприятный запах. Это связано с аварийной ситуацией на самотёчном коллекторе или несанкционированным сливом жидких бытовых отходов. Вблизи расположен коллектор и канализационные трубы от домов по улице 9 мая.